# Kościół Przemienienia Pańskiego w Starej Wronie
Kościół pw. Przemienienia Pańskiego w Starej Wronie – katolicki kościół położony jest w województwie mazowieckim, w powiecie płońskim, w gminie Joniec, w diecezji płockiej. Dokładnie w miejscowości Stara Wrona, często mylonej z samą nazwą „Wrona”, która jest tylko nazwą zwyczajową.

## Historia
Z wizytacji z 1598 r. wiadomo, że w Starej Wronie istniał kościół pod wezwaniem św. Stanisława, który rozebrany został w 1775 r. W tymże roku rozpoczęto budowę nowego, także drewnianego kościoła, którą ukończono około 1780 r. Kościół ten został konsekrowany w 1792 r. Obecny, murowany, neogotycki kościół wzniesiono w latach 1898-1906, kiedy proboszczem był ks. Franciszek Karwacki. Konsekracji świątyni dokonał w 1907 r. bp Apolinary Wnukowski. Po uszkodzeniach wojennych w 1915 r. kościół był remontowany; rzeźby do wnętrza wykonał Wincenty Bogaczyk. Po II wojnie światowej restaurację kościoła przeprowadził ks. Wacław Bernaś, następnie w kościele pełnił funkcję księdza ks. Wawrzyniec Ulanowski, obecnie zaś Sławomir Karłowicz.
Do 1800 r. istniała parafia we Wrońskach z kościołem pod wezwaniem św. Marii Magdaleny i św. Doroty. Po pożarze kościoła teren parafii włączono do Starej Wrony.